# Малчев, Андрей
Андрей Петров Малчев (болг. Андрей Петров Малчев, 21 января 1915, Русе — 5 июля 1994, София) — болгарский шахматист (мастер), шахматный журналист, арбитр и функционер. Серебряный призер чемпионата Болгарии 1945 г. Участник неофициальной шахматной олимпиады. Международный арбитр (1972).

## Биография
Старший из трех детей инженера-электрика Петра Малчева (1884 — 1929). Петр Малчев занимался электрификацией Разграда, Кубрата, Свиштова, Горной-Оряховицы, Плевена и др. населенных пунктов. Младший брат — Тодор (1917 — 1918). Младшая сестра — Ветка (в замужестве Христова; 1921 — 2016).
Воспитанник Русенской шахматной школы. Известность приобрел после победы в сеансе одновременной игры над А. А. Алехиным (в то время экс-чемпионом мира).
Окончил юридический факультет Софийского университета.
Много лет работал в журнале «Шахматна мисъл» (в том числе с 1947 по 1982 гг. на должности главного редактора). Занимал различные должности в Болгарской федерации шахмат и ФИДЕ.
В 1985 г. (на равных правах с В. И. Микенасом) был главным судьей матча на первенство мира Каспаров — Карпов.

## Спортивные результаты
| Год  | Город  | Соревнование                                                       | + | − | = | Результат     | Место |
| ---- | ------ | ------------------------------------------------------------------ | - | - | - | ------------- | ----- |
| 1936 | Мюнхен | Неофициальная шахматная олимпиада (сборная Болгарии, 1-й запасной) | 2 | 4 | 2 | 3 из 8        |       |
| 1945 | София  | Чемпионат Болгарии                                                 |   |   |   | 14 из 21      | 2—3   |
|      | София  | Дополнительный матч с А. Цветковым                                 |   |   |   | Матч проигран | [ 2 ] |
| 1947 | София  | Балканиада (сборная Болгарии, запасной)                            | 1 | 0 | 0 | 1 из 1        |       |

## Книги
- Испанска партия, (издание на русском языке: Испанская партия (Аналитическая картотека) — София, „Медицина и физкультура“, 1975-1981 (2 тома)).
- XV шахматна олимпиада, изд. „Медицина и физкултура“, 1963 г. (в соавторстве с О. Нейкирхом и А. Кипровым).